# 悪魔のようなあなた
『悪魔のようなあなた』（Diaboliquement vôtre）は、1967年のフランスの映画。主演はアラン・ドロンとセンタ・バーガー。また、ジュリアン・デュヴィヴィエによる最後の監督作となった。

## ストーリー
ある日、自動車事故で昏睡していた青年が昏睡状態から目覚める。
記憶を失っていた青年はジョルジュ・カンポという名前だと知らされ、妻だというクリスチアヌとともに退院する。
しかし、妻の体を求めても「あなたはまだ静養しなければ」とはぐらかされ、妻は応じてくれない。
家は広い農地に囲まれた大きな屋敷、なぜか敷地より外に出ることは医師のフレデリックが許さない。半ば監禁されているような生活に怒り、最寄りの村まで徒歩で行こうとしても、フレデリックがやんわりと説得し屋敷に戻る。
庭を散歩していたら、飼い犬が地面の中から何かを掘り起こしていた。近くによってみると男性の死体であった。「死体だ！」とクリスチアヌとフレデリックに伝えるが彼らは信用しない。3人で見にいって確かめよう、と連れ立って発見現場に行くが、もう死体はなく、事故の後遺症の妄想だ、とされてしまう。
ある日、同じ家に住む医者のフレデリックとの会話の中で「ピエール・ラグランジュ」という名前が出てくる。
夢の中で「ピエール！」と呼ばれ自身が返事をした。どうやら「ピエール・ラグランジュ」が自分の本名であるらしい。しかし、クリスチアヌに夢の話をしてもはぐらかされた。医師であるフレデリックに話しても同様だ。
やがて、彼の記憶が少しずつ戻り始めた。その日の翌日から、青年は生命の危機に瀕するような出来事に幾度か遭遇し、自らの命が狙われていることに気づく。
クリスチアヌが召使キエムから美容オイルマッサージを受けている。キムはクリスチアヌに隠れた好意を持っている。キエムは、全裸でうつぶせになっているクリスチアヌのふくらはぎをマッサージしているとき、欲望にかられそうになるが自制する。クリスチアヌはキムの気持ちに気付いているようだ。
クリスチアヌは服を着るにもキエムに任せる。そしてストッキングをはかせたとき、キムはついに自制できなくなり、クリスチアヌの足を抱き抱え向脛に頬ずりした。
「妻の筈なのに求めに応じない」そして「どうやら俺はジョルジュではなくピエール」それを確認するため、抵抗するクリスチアヌと強引に性交する。事後にクリスチアヌはピエールからの質問に答える形で、「フレデリックは自分の愛人であり、自分の夫のジョルジュはフレデリックが殺した」ことや、「証拠隠滅のために天涯孤独のピエールをジョルジュに仕立てて殺そうとした」ことを明かす。告白を聴いた後、ピエールは「もう一度、いい？」と訊き、クリスチアヌは「どうぞ」と布団をめくって誘う。
情報が漏れたこと、さらにピエールと性交したことを知ったフレデリックはクリスチアヌに暴力をふるうが、「奥様を助けよう」との思いの召使キエムによって射殺される。銃を拾ったクリスチアヌはキエムとピエールを交互に見ながら逡巡し、キエムを射殺する。そしてピストルをフレデリックの手に握らせて、相討ちになったと見せかける。
警察が来て現場検証が始まる。警察から「あなたは？」と訊かれたピエールは「夫のジョルジュ・カンポです」と答える。

## キャスト
※括弧内は日本語吹替（初回放送1973年2月18日『日曜洋画劇場』HDリマスター版DVD・BDに収録）
- ジョルジュ・カンポ：アラン・ドロン（堀勝之祐）
- クリスチャン：センタ・バーガー（鈴木弘子）
- フレデリック：セルジュ・ファントーニ（田口計）
- 室内装飾家：クロード・プエプリュ（島宇志夫）
- キエム：ペーター・モスバッシャー（千葉耕市）
- 医者：アルベール・オージエ（塩見竜介）

## スタッフ
- 監督：ジュリアン・デュヴィヴィエ
- 製作：レイモン・ダノン
- 原作：ルイ・C・トーマ
- 脚本：ジュリアン・デュヴィヴィエ、ローラン・ジラール、ジャン・ボルヴァリ
- 撮影：アンリ・ドカエ
- 音楽：フランソワ・ド・ルーベ

## トピック
1973年2月18日『日曜洋画劇場』で放映されたときに、「劇中でドロンが着ていた紋付、あの着物は数年前に自宅から盗まれたもの」と視聴者からテレビ局へ連絡が入った。新聞記事（朝日新聞）にもなった。警察も乗り出したが、映画制作側は「骨董市で購入」したものであり、善意の第三者、ということで返還には至らなかった。日本でのロードショー公開は1968年5月からであるが、その時には発覚しなかった。「テレビの社会的影響力・伝搬力」が確認された(スクリーン誌)出来事であった。